# Рута 37
Рута 37 — украинский высокопольный автобус среднего класса, выпускаемый Часовоярским ремонтным заводом с 2009 года на шасси ГАЗ-33104. Пришёл на смену автобусу Рута 43.

## Описание
Автобус Рута-37 оснащается 120-сильным дизельным двигателем вигатель внутреннего сгорания ММЗ Д-245.7 и 5-ступенчатой МКПП. Колесная база удлинена до 8740 мм.
Цифры в индексах модели обозначают общую пассажировместимость. Она ниже, чем у предшественника. Двери одностворчатые. Уровень пола задней площадки соответствует клиренсу.

## Модификации
За время производства было изготовлено несколько модификаций, несколько отличающихся между собой:
- Рута 37 — городской автобус, пассажировместимость (чел.): полная — 37, сидячих мест — 30;
- Рута 37 Инва — городской автобус, пассажировместимость (чел.): полная — 39, сидячих мест — 23.